# Козаковиці-Гурні
Козаковиці-Гурні (пол. Kozakowice Górne) — село в Польщі, у гміні Голешув Цешинського повіту Сілезького воєводства.
Населення — 428 осіб (2011).
У 1975-1998 роках село належало до Бельського воєводства.

## Демографія
Демографічна структура станом на 31 березня 2011 року:
|          | Загалом | Допрацездатний вік | Працездатний вік | Постпрацездатний вік |
| -------- | ------- | ------------------ | ---------------- | -------------------- |
| Чоловіки | 197     | 36                 | 135              | 26                   |
| Жінки    | 231     | 57                 | 126              | 48                   |
| Разом    | 428     | 93                 | 261              | 74                   |